# خوان بابلو رودريغيز كوندي
خوان بابلو رودريغيز كوندي (بالإسبانية: Juan Pablo Rodríguez Conde)‏ هو لاعب كرة قدم أوروغواياني، ولد في 14 يونيو 1982 في مونتفيدو في الأوروغواي. لعب مع إستوديانتيس دي لا بلاتا وجيمناسيا لابلاتا وديفينسور سبورتينغ وسانتوس لاغونا ونادي أونيفرسيداد ناسيونال ونادي الاتحاد ونادي راسينغ مونتيفيديو ونادي سان لويس وناسيونال مونتيفيديو.

## وصلات خارجية
- خوان بابلو رودريغيز كوندي على موقع قاعدة بيانات كرة القدم.إي يو (الإنجليزية)
- خوان بابلو رودريغيز كوندي على موقع Soccerway.com (الإنجليزية)